# Jocs Olímpics d'Estiu de 1896
Els Jocs Olímpics d'Estiu de 1896, coneguts oficialment com a Jocs de la I Olimpíada, es van celebrar a Atenes, Grècia, entre el 6 i el 15 d'abril de 1896. Van participar-hi 176 atletes masculins (no hi va haver participació femenina) de catorze països, que van competir en 43 competicions de nou esports. Van ser els primers Jocs Olímpics de l'Era Moderna.
Malgrat els molts obstacles i revessos, els Jocs Olímpics de 1896 van ser reconeguts com un gran èxit. Va tenir la major participació internacional en un esdeveniment esportiu fins a aquesta data. L'Estadi Panathinaiko, que va ser el primer gran estadi del món modern, va veure sobrepassada la seua capacitat amb la multitud de persones més gran que s'havia reunit mai per veure un esdeveniment esportiu. El més destacat per als grecs va ser la victòria del seu compatriota Spirídon Luïs en la marató. El competidor amb més èxit va ser el lluitador i gimnasta alemany Carl Schuhmann, que va guanyar quatre medalles d'or.
D'aleshores ençà, cada quatre anys, esportistes de tots els països es reuneixen per competir entre ells. Només les grans guerres del segle xx i la pandèmia de la COVID-19 —que va ajornar la celebració de l'edició Tokio 2020 fins al 2021- han impedit la realització dels Jocs Olímpics, però en culminar aquestes, es va continuar amb la tradició fins a l'actualitat. Grècia va organitzar novament els Jocs Olímpics el 2004.

## Antecedents
Sota l'impuls del baró Pierre de Coubertin, el Comitè Olímpic Internacional va realitzar les seves primeres sessions a París el juny de 1894. Va ser allí que es va decidir que Atenes seria la seu dels primers Jocs Olímpics.
Abans de 1894, el grec Evagelios Zappas va organitzar, a mitjan segle xix, quatre esdeveniments precursors dels Jocs Olímpics de l'era moderna, els anys 1859, 1870, 1875 i 1889.
Els Jocs van estar a punt de ser traslladats a Budapest per falta de fons per a organitzar-los, però l'home de negocis grec George Averoff va pagar la reconstrucció de l'estadi Panathinaiko, construït el 330 aC. Amb aquest finançament, el govern grec va aconseguir completar la resta de les obres necessàries per als Jocs.
Els Jocs van ser un èxit. Hi van participar 14 països i 200 atletes. En finalitzar els Jocs el baró de Coubertin va proposar que els jocs futurs es disputessin per altres ciutats d'arreu del món. Aquesta idea no ser de grat dels organitzadors grecs que havien imaginat una cita mundial a Atenes cada quatre anys, però finalment s'hi van avenir.

## Comitès participants

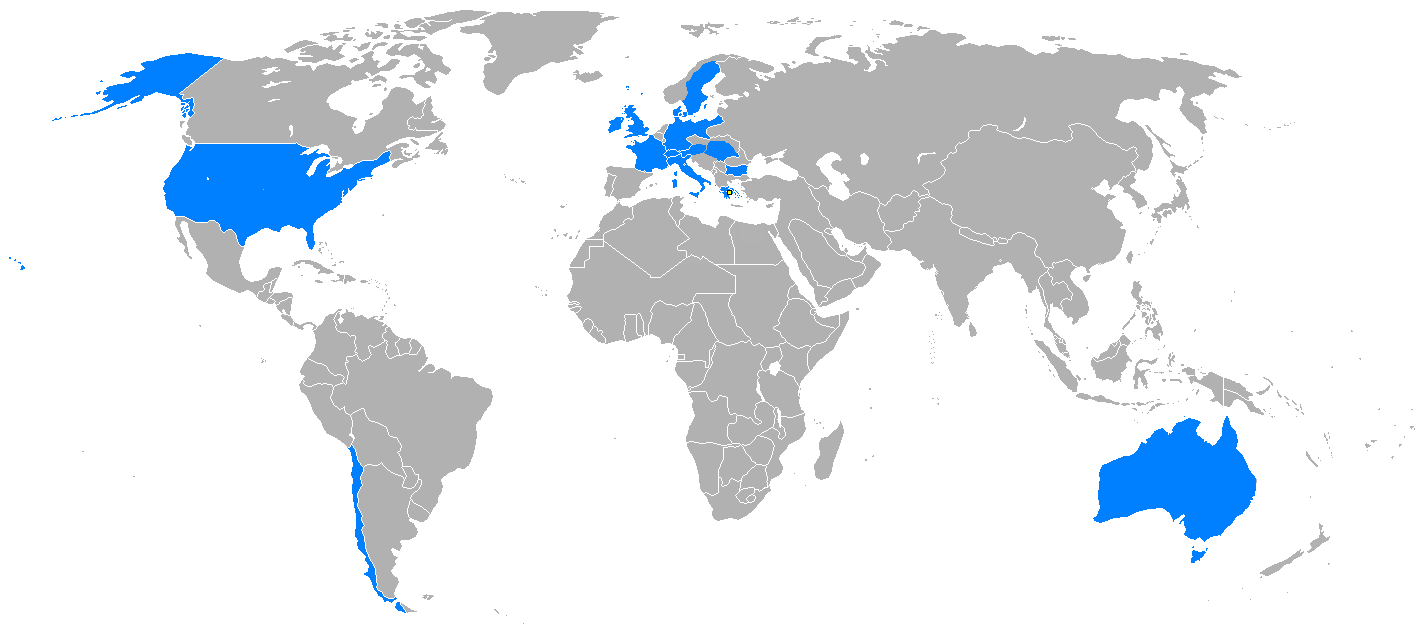
Comitès participants en els Primers Jocs Moderns

El fet que els diferents atletes representessin els seus països no formà part del programa olímpic fins deu anys més tard d'aquesta edició. Molts atletes, de fet, hi participaven representant els seus clubs. Tot i això, els analistes posteriors llisten els atletes en funció del seu país d'origen.
El nombre de països varia segons la font. Així el Comitè Olímpic Internacional dona el nombre de 14 països, però no els llista. Altres fonts parlen de 12 (excloent-hi Xile i Bulgària) i d'altres de 13 (en excloure Itàlia). Altres fonts inclouen Egipte, ja que Dionysios Kasdaglis era un grec-egipci que residia en aquest darrer país.
- Imperi Alemany (19)
- Austràlia (1), encara que formava part del Regne Unit, s'acostuma a llistar Teddy Flack com australià.
- Àustria (3), tot i formar part de l'Imperi Austrohongarès s'acostuma a llistar-la per separat.
- Bulgària, Charles Champaud era un suís resident a Bulgària. Segons la font se li atorga una o altra nacionalitat.
- Dinamarca (3)
- Egipte, algunes fonts inclouen el representant grec-egipci.
- Estats Units (14)
- França (12)
- Grècia (102), s'inclouen representants de Xipre i Esmirna i algunes fonts el representant grep-egipci.
- Hongria (7), tot i formar part de l'Imperi Austrohongarès s'acostuma a llistar-la per separat. Inclou representants d'Eslovàquia i Vojvodina.
- Itàlia (1)
- Regne Unit (10)
- Suècia (1)
- Suïssa (3)
- Xile, es reclama que Luis Subercaseaux va competir en 100, 400 i 800 metres llisos, però altres fonts no el mencionen.

Bèlgica i Rússia van inscriure esportistes però no arribaren a participar-hi.

## Desenvolupament

Cerimònia d'Obertura dels Jocs Olímpics d'Atenes 1896

A la cerimònia d'obertura, el rei Jordi I de Grècia va donar inici als primers Jocs Olímpics de l'era moderna amb les paraules "Proclamo l'obertura dels primers Jocs Olímpics Internacionals d'Atenes". El jurament Olímpic no fou introduït fins als Jocs Olímpics d'Anvers 1920 i l'encesa de la flama Olímpica no va arribar fins als Jocs Olímpics d'Amsterdam 1928. Durant aquests primers Jocs es va lliurar una medalla de plata, una branca d'olivera i un diploma als guanyadors de cada prova. Per al segon classificat es va lliurar una medalla de coure, una branca de llorer i un diploma.
A la medalla hi figura la cara del déu Zeus sostenint a la seva mà un globus sobre el qual hi ha la representació de la victòria. En la part inferior es llegix en grec la paraula "Olympia". A dors es mostra l'acròpoli i el text en grec: Jocs Olímpics Internacionals a Atenes 1896.

## Esports disputats
Un total de nou esports foren disputats en aquests Jocs, realitzant-se 43 esdeveniments.

### Seus
| Seu                     | Esport                                              | Capacitat   | Ref.  |
| ----------------------- | --------------------------------------------------- | ----------- | ----- |
| Athens Lawn Tennis Club | Tennis                                              | desconeguda | [ 3 ] |
| Port de Zea             | Natació                                             | desconeguda | [ 4 ] |
| Kallithea               | Tir                                                 | desconeguda | [ 5 ] |
| Marató (ciutat)         | Atletisme ((marató) i Ciclisme (Cursa en carretera) | desconeguda | [ 6 ] |
| Velòdrom de Neo Faliro  | Ciclisme (pista)                                    | desconeguda | [ 7 ] |
| Estadi Panathinaikó     | Atletisme, Gimnàstica, Halterofília i Lluita        | 80.000      | [ 8 ] |
| Zappeion                | Esgrima                                             | desconeguda | [ 9 ] |

### Atletisme
Article principal: Atletisme als Jocs Olímpics d'estiu 1896
Les proves atlètiques es disputaren a l'estadi Panathinaikó i es dividiren en tres grups:
Les carreres en pista: 100 m, 400 m, 800 m, 1500 m i 110 m tanques on es va agafar com a referència el Reglament de la “Union des societés Fraçaises des esports athletiques” (U.S.F.S.A.), encara que les distàncies foren acoblades al sistema mètric que utilitzaven els anglesos, sent els 100 m la distància equivalent a les 100 iardes, els 1500 m l'equivalent de la milla, els 800 m la meitat de la milla i els 400 m la quarta part d'aquesta. Els 110 m tanques, feien referència a la prova anglesa de les 120 iardes amb tanques.
La prova de 100 m fou guanyada per l'americà Thomas Burke amb 12”0/5 als 100 m. En les proves, la sortida la donava un jutge amb pistola i bombí i els carrers per on corrien els atletes estaven separats per cordes fins a una altura de 50 cm. Com a novetat, a la sortida diversos atletes ho van fer d'una manera poc habitual. Seguint a l'atleta Charles Sherril varen utilitzar una innovadora manera de sortir on utilitzaven els 4 membres del cos com punts de suport (afegint els braços a la manera de sortida habitual). Aquesta manera de sortir més ajupida és la precursora de l'actual.
La prova de 400 m també fou guanyada per Burke amb un temps de 52”1/5. En realitat, va ser la carrera més perjudicada de totes per les condicions de la pista, feta de cendra amb arena sense compactar.
La prova de 110 m tanques va ser modificada en l'últim moment per la de 100 m tanques. Al llarg de la prova els atletes varen haber de superar 8 obstacles d'un metre d'alçada. La prova va ser guanyada pel nord-americà Thomas Curtis amb un temps no gaire bo de 17”3/5. Seguit del britànic Grantley Goulding amb 18". Aquests varen ser els dos únics participants que van finalitzar la prova.
Les proves de 800 m i de 1500 m foren guanyades per l'australià Edwin Flack amb uns temps respectius de 2'11” i de 4'33”1/5. Aquest atleta va ser inscrit amb nacionalitat anglesa, on residia com a estudiant, però després de finalitzar les curses va demanar una correcció de la seva procedència i en ser acceptada, per ser originari d'Austràlia, va passar a figurar com un més entre els països participants en la primera olimpíada i a més a més guanyadora de dues proves.

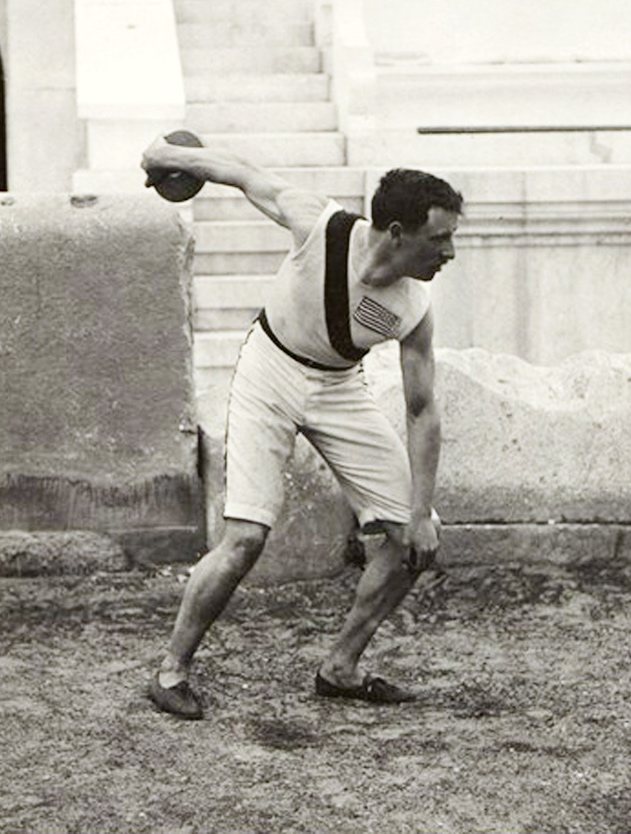
Imatge de la prova de llançament de disc.

Els concursos de salt d'alçada, salt de longitud, triple salt, salt amb perxa, llançament de pes i llançament de disc estava justificat que se celebraren amb el reglament de la A.A.A. britànica, tant els quatre salts com el llançament de pes eren proves que es practicaven assíduament feia més de mig segle al Regne Unit, mentre que el llançament de disc, pràcticament desconegut a les universitats de les illes, era una competició emblemàtica per als grecs, des dels jocs olímpics de l'antiguitat. Ellery Clark va vèncer en els salts d'alçada i longitud, Welles Hoyt ho va fer en la perxa i James Connolly en el triple salt.
Com a curiositat podem comentar que hi havia diverses tècniques en el triple salt, on segons la procedència saltaven els tres salts amb la mateixa cama, o amb una cama distinta cada salt, o amb la mateixa cama els dos primers salts i amb l'altra l'últim, la qual seria la precursora de la tècnica actual. En els llançaments en litigi va ser el nord-americà Robert Garrett el vencedor de les dues proves. Els organitzadors grecs imposaren que la prova es fera a l'estil antic, des d'una plataforma rectangular de 80×70 cm sobreelevada del terra, a la qual l'atleta es col·loca d'esquena a la direcció del llançament amb el disc per dalt del cap, i es gira per llançar però mantenint els dos peus amb contacte amb la plataforma. Concebuda possiblement com una interpretació errònia de la postura del discòbol de Miró totalment desconeguda pels participants estrangers.
Garret, especialista de llançament de pes, durant el viatge no va tindre problemes per a familiaritzar-se amb el llançament de disc però va tindre dificultats per adaptar-se al reglament imposat, per falta de temps, havent d'improvisar durant la mateixa competició.
La inclusió de la marató en els primers Jocs Olímpics moderns és deguda a un professor d'història i filologia: Michel Breal. Seduït per l'heroica gesta del soldat Fidipides mort de fatiga després d'haver corregut des de Marató fins a Atenes per anunciar la victòria del general grec Milcidades sobre les tropes perses de Datis i Artafernes.
Tots els participants de la prova estaven concentrats des de la tarda anterior en el poble de Marató. El jutge de la prova els va advertir de la duresa de la competició a la qual anaven a enfrontar-se i 12 entre els inscrits majoritàriament grecs no concursaren. Foren 25 els atletes que varen iniciar la prova entre els quals sols 5 eren estrangers i únicament 17 arribaren a la meta. Per als organitzadors grecs aquesta era la prova més important pel seu significat històric. Spirídon Luïs va prendre la davantera a quatre quilòmetres del final i va guanyar la cursa amb set minuts d'avantatge sobre el segon classificat amb un temps de 2h58'50” convertint-se en el gran heroi dels jocs.
Per tant, els nord-americans foren els dominadors amb 9 dels 12 títols en les proves d'atletisme.

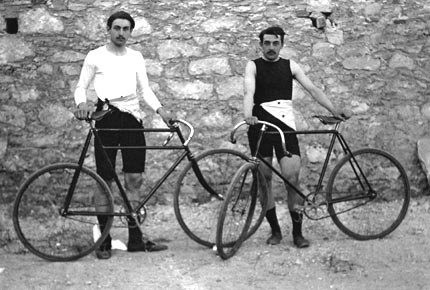
Entre els francesos Léon Flameng (esquerra) i Paul Masson guanyaren quatre proves ciclistes.

### Ciclisme
Article principal: Ciclisme als Jocs Olímpics d'estiu 1896
Les proves ciclistes es disputaren al Velòdrom de Neo Faliro. Fora de la pista només es disputà una prova, una cursa entre Atenes i Marathon (anada i tornada, 87 quilòmetres). El francès Paul Masson fou el millor ciclista guanyant tres proves. El també francès Léon Flameng, l'austríac Adolf Schmal i el grec Aristidis Konstandinidis també foren campions olímpics.

### Esgrima
Article principal: Esgrima als Jocs Olímpics d'estiu 1896

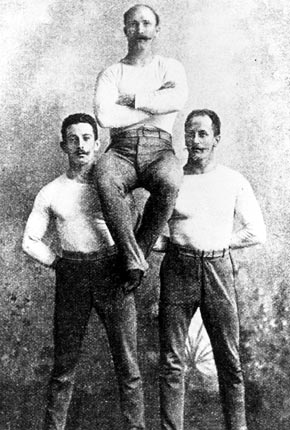
Els campions alemanys de gimnàstica: Schuhmann, Flatow i Weingärtner

L'esgrima es disputà al Zappeion (en honor d'Evangelos Zappas. Es disputaren proves d'amateurs i de professionals. La prova d'espasa no es disputà. En floret amateur guanyà el francès Eugène-Henri Gravelotte, mentre que el sabre el guanyà Ioannis Georgiadis i el floret professional fou guanyat pel grec Leonidas Pirgos.

### Gimnàstica
Article principal: Gimnàstica als Jocs Olímpics d'estiu 1896
La gimnàstica es disputà també a l'Estadi Panathenaic. Els grans guanyadors foren els alemanys guanyant 5 de les 8 proves. Els alemanys Hermann Weingärtner, Alfred Flatow i Carl Schuhmann, el suís Louis Zutter, i els grecs Ioannis Mitropoulos i Nikolaos Andriakopoulos foren els campions individuals.

### Halterofília
Article principal: Halterofília als Jocs Olímpics d'estiu 1896
L'esport de l'halterofília encara era molt jove l'any 1896. Les competicions es disputaren a l'estadi olímpic i es caracteritzaren perquè no tenien límits de pes. A la competició de dues mans aixecaren el mateix pes el danès Viggo Jensen i el britànic Launceston Elliot. Els jutges donaren el títol al danès pel seu millor estil. A la prova d'una mà el britànic Elliot es revenjà i guanyà la competició al mateix Jensen.

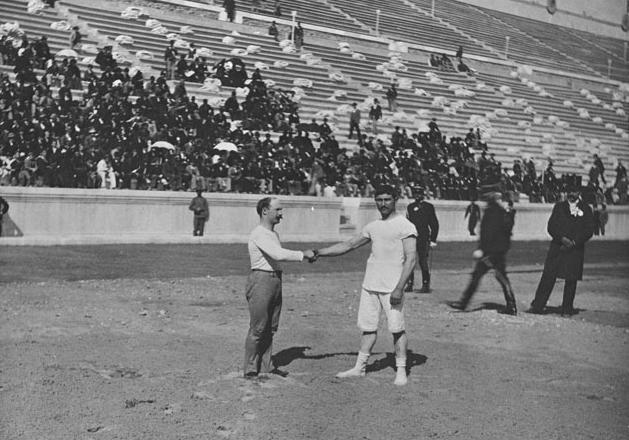
Carl Schuhmann (a l'esquerra) i Georgios Tsitas se saluden abans de la prova final de lluita.

### Lluita
Article principal: Lluita als Jocs Olímpics d'estiu 1896
La competició de lluita també es disputà sense límits de pes i les regles eren similars a les de l'actual lluita grecoromana. La competició es disputà a l'estadi Panathenaic. Excepte els dos lluitadors grecs, la resta de lluitadors ja havien competit en altres esports, com ara l'aixecador de pes Launcesto Elliot o el gimnasta Carl Schuhmann. Aquest darrer fou el vencedor final derrotant el grec Georgios Tsitas.

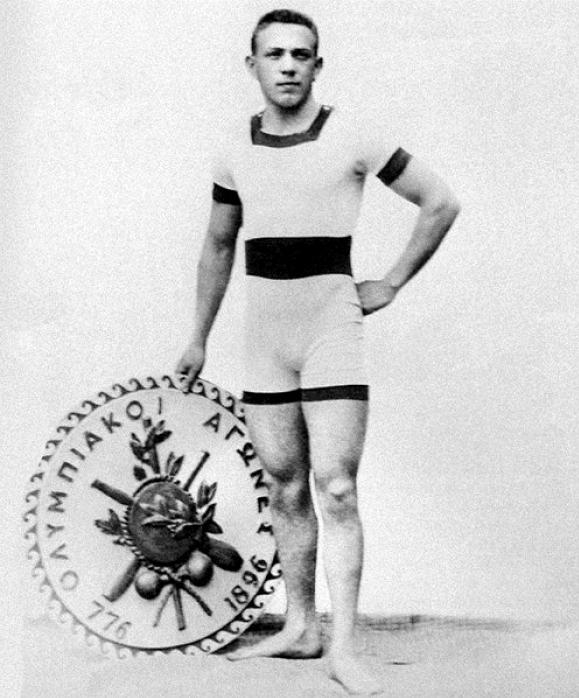
Alfréd Hajós, el primer campió de natació.

### Tir
Article principal: Tir als Jocs Olímpics d'estiu 1896
Les proves de tir es disputaren a Kallithea. En total foren cinc proves, dues de rifle i tres de pistola. Els campions foren els grecs Pandelís Karasevdàs, Ioannis Frangoudis i Georgios Orphanidis i els germans nord-americans John i Sumner Paine.

### Natació
Article principal: Natació als Jocs Olímpics d'estiu 1896
Les proves de natació dels primers jocs es disputaren a mar obert, a la costa del Pireu. El més destacat nedador fou l'hongarès Alfréd Hajós que guanyà dues proves. Els altres guanyadors foren Ioannis Malokinis de Grècia i Paul Neumann d'Àustria.

### Tennis
Article principal: Tennis als Jocs Olímpics d'estiu 1896
El tennis era un dels esports més destacats a la darreria del segle xix. Les grans estrelles de l'esport, però, no viatjaren a Atenes. La competició es desenvolupà al Athens Lawn Tennis Club i al velòdrom. Un irlandès que estava a Atenes de vacances, John Pius Boland, guanyà amb facilitat les finals d'individuals i de dobles.

## Calendari
| ● | Cerimònia d'obertura | ● | Competició | ● | Finals | ● | Cerimònia de clausura |

| Abril        | 6 | 7   | 8 | 9           | 10  | 11      | 12 | 13 | 14 | 15 |
| ------------ | - | --- | - | ----------- | --- | ------- | -- | -- | -- | -- |
| Cerimònies   | ● |     |   |             |     |         |    |    |    | ●  |
| Atletisme    | ● | ●   |   | ●           | ●   |         |    |    |    |    |
| Ciclisme     |   |     | ● |             |     | ●       | ●  | ●  |    |    |
| Esgrima      |   | ● ● |   | ●           |     |         |    |    |    |    |
| Gimnàstica   |   |     |   | ● ● ● ● ● ● | ● ● |         |    |    |    |    |
| Halterofília |   | ● ● |   |             |     |         |    |    |    |    |
| Lluita       |   |     |   |             | ●   | ●       |    |    |    |    |
| Natació      |   |     |   |             |     | ● ● ● ● |    |    |    |    |
| Tennis       |   |     | ● | ●           |     | ● ●     |    |    |    |    |
| Tir          |   |     | ● | ●           | ●   | ● ● ●   | ●  |    |    |    |
| Abril        | 6 | 7   | 8 | 9           | 10  | 11      | 12 | 13 | 14 | 15 |

## Medaller
Tot i que en aquesta edició no existien les medalles d'or, plata i bronze, ni, per tant, medaller oficial, els analistes posterior han creat un medaller final a semblança dels Jocs actuals per poder comparar aquests jocs amb les edicions posteriors. Alguns dels països llistats no eren independents en el moment, com Austràlia, i d'altres, com Àustria i Hongria, formaven part, en realitat d'un únic país.

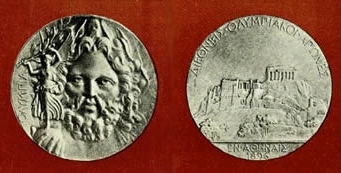
Una medalla de plata fou concedida als guanyador de cada prova durant els Jocs Olímpics d'estiu de 1896.

(País amfitrió ressaltat.)
| Jocs Olímpics d'estiu 1896 | Jocs Olímpics d'estiu 1896 | Jocs Olímpics d'estiu 1896 | Jocs Olímpics d'estiu 1896 | Jocs Olímpics d'estiu 1896 | Anells Olímpics |
| Posició                    | País                       | Or                         | Argent                     | Bronze                     | Total           |
| 1                          | Estats Units               | 11                         | 7                          | 2                          | 20              |
| 2                          | Grècia                     | 10                         | 17                         | 19                         | 46              |
| 3                          | Alemanya                   | 6                          | 5                          | 2                          | 13              |
| 4                          | França                     | 5                          | 4                          | 2                          | 11              |
| 5                          | Regne Unit                 | 2                          | 3                          | 2                          | 7               |
| 6                          | Hongria                    | 2                          | 1                          | 3                          | 6               |
| 7                          | Àustria                    | 2                          | 1                          | 2                          | 5               |
| 8                          | Austràlia                  | 2                          | 0                          | 0                          | 2               |
| 9                          | Dinamarca                  | 1                          | 2                          | 3                          | 6               |
| 10                         | Suïssa                     | 1                          | 2                          | 0                          | 3               |

### Medallistes més guardonats
Categoria masculina
| Nom                 | CON            | Disciplina        | Or | Plata | Bronze | Total |
| Hermann Weingärtner | Imperi Alemany | Gimnàstica        | 3  | 2     | 1      | 6     |
| Carl Schuhmann      | Imperi Alemany | Gimnàstica Lluita | 4  | 0     | 0      | 4     |
| Alfred Flatow       | Imperi Alemany | Gimnàstica        | 3  | 1     | 0      | 4     |
| Bob Garrett         | Estats Units   | Atletisme         | 2  | 2     | 0      | 4     |
| Paul Masson         | França         | Ciclisme          | 3  | 0     | 0      | 3     |

Categoria femenina
Les dones no se'ls va permetre competir en els Jocs Olímpics de 1896, a causa que Coubertin va sentir que la seva inclusió seria «poc pràctica, poc interessant, antiestètica i incorrecta». No obstant això, una dona, Stamata Revithi, va córrer la marató l'11 d'abril, l'endemà que els homes haguessin corregut la cursa oficial. Tot i que no se li va permetre entrar a l'estadi al final de la seva carrera, Revithi acabar la marató en unes cinc hores i 30 minuts, i va trobar testimonis per signar els seus noms i verificar l'hora d'inici i d'acabament. Revithi tenia la intenció de presentar aquesta documentació al Comitè Olímpic Hel·lènic, amb l'esperança que reconeixerien el seu assoliment. Ni els seus informes ni els documents del Comitè Olímpic Hel·lènic s'han descobert per a proporcionar la corroboració.